# Sinar Harapan (Talang Padang)
Sinar Harapan is een bestuurslaag in het regentschap Tanggamus van de provincie Lampung, Indonesië. Sinar Harapan telt 1232 inwoners (volkstelling 2010).